# Diecezja Bom Jesus da Lapa
Diecezja Bom Jesus da Lapa (łac. Dioecesis Spelaeopolitana a Bono Iesu) – diecezja Kościoła rzymskokatolickiego w Brazylii. Należy do metropolii Vitória da Conquista, wchodzi w skład regionu kościelnego Nordeste III. Została erygowana przez papieża Jana XXIII bullą Christi Ecclesia w dniu 22 lipca 1962.

## Główne świątynie
- Prokatedra: Sanktuarium Dobrego Jezusa w Bom Jesus da Lapa (tymczasowa)

Ponadto w budowie jest kościół pw. Matki Bożej z Góry Karmel, który ma się stać katedrą diecezjalną.

## Biskupi diecezjalni
- José Nicomedes Grossi (1962–1990)
- Francisco Batistela CSsR (1990–2009)
- José Valmor César Teixeira SDB (2009–2014)
- João Santos Cardoso (2015-2023)
- Rubival Cabral Britto (od 2024)